# Csupasz turkáló
A csupasz turkáló (Heterocephalus glaber) az emlősök (Mammalia) osztályának rágcsálók (Rodentia) rendjébe, ezen belül a turkálófélék (Bathyergidae) családjába tartozó faj. Egyéb nevei: csupasz földikutya vagy csupasz vakondpatkány.
Alcsaládjának és nemének az egyetlen faja.

## Előfordulása
A csupasz turkáló kizárólag Afrika száraz éghajlatú „szarvában”, azaz Délkelet-Etiópiában, Kenya keleti részén és csaknem egész Szomáliában él.

## Megjelenése
Az állat fej-törzs-hossza 8-9 centiméter, testtömege 30-80 gramm. Egy-két szőrszálat leszámítva az állat bőre teljesen csupasz. A fül egy közönséges nyílás a bőrfelületen, nincs fülkagylója. Apró szemének nem sok hasznát veszi, gyakorlatilag vak. Két pár hosszú, előreálló metszőfogát használja a gumók megrágására, alagutak ásására és a kígyókkal szembeni védekezés során. Kicsi, de éles karmai segítségével a csupasz turkáló biztonságosan közlekedik föld alatti folyosóin.

## Életmódja
A csupasz turkáló kiterjedt alagútrendszerben él, és sohasem jön fel a felszínre. Az állat kolóniában él, és egy királynő köré csoportosul a család összes tagja. Hasonló valódi társas vagy euszociális társadalomban él, mint amiben méhek és a hangyák. Tápláléka gumók és gyökerek. Mivel a föld alatt él, biztonságban van a külső behatásokkal szemben. Legfőbb természetes ellenségei a kígyók.

## Szaporodása
A királynő mintegy 80 naponként párzik, mindig 8-11 nappal az utolsó fialást követően. A vemhesség 70 napig tart, ennek végén a királynő általában 3-12 kölyköt hoz a világra; azonban korának előrehaladtával egyre több kölyöknek is életet tud adni, mígnem egyes királynők akár 20-28-at is fialnak egyszerre. Az újszülött csupasz turkáló élénk rózsaszínű, és alig 2 grammot nyom, de már néhány óra elteltével mászik és jár. A fiatal állat 3-4 hét múlva eszik először szilárd táplálékot.

## Élettartam, védettség a ráktól
A csupasz turkáló a vadonban akár harminc évig is élhet. Ez körülbelül a tízszerese a többi rágcsáló élettartamának. 2009-ben a Rochelle Buffenstein által vezetett kutatás arra a következtetésére jutott, hogy ezen állatok szervezete jóval gyorsabban regenerálódik, valamint képes valamilyen módon lelassítani a sejtöregedés folyamatát. A további kutatások annak a reményében indulnak, hogy különböző betegségek gyógyíthatóvá válnak, ha jobban megismerik a csupasz turkáló működését.
A csupasz földikutya sosem betegszik meg rákban. Még egyetlen rákos példányt sem találtak a kutatók, és mesterségesen sem sikerült megbetegíteni rákkal.
A University of Rochester két sejtbiológusa, Andrei Seluanov és Vera Gorbunova kutatásai alapján a genetikai alapú rákmentesség hátterében a hialuronsav állhat. A hialuronsav az emberi szervezetben is előfordul: arányaiban az újszülöttekben van belőle a legtöbb. Később termelődése lelassul, ekkor kezdenek el kialakulni a ráncok. Negyvenéves korra aránya a szervezetben a kezdetinek felére, hatvanéves kor környékén pedig a 10 százalékára csökken. Ez az anyag régóta használatos szépészeti beavatkozásokban, és káros mellékhatása nem ismert.
A csupasz földikutya viszont eleve ráncos bőrrel születik, és egész életében így is marad, viszont a kötőszöveteiben jelentős arányban kimutatható a hialuronsav, még a legidősebb példányokban is. Ez a készlet egyben a szervezet legnagyobb antioxidáns-tartalékát is jelenti.
A csupasz földikutya hialuronsav-állománya a többi emlőstől eltérően nagyobb molekulákból áll, és viszkózus masszát képez a kötőszöveti sejtek körül. A hialuronsav rákellenes szerepének bizonyítására azt szövettenyészetben eltávolították a sejtek közül, ekkor azok rögtön fogékonnyá váltak a rákkeltő anyagokra.
A hialuronsav lebontásáért felelős enzim a csupasz földikutyák szervezetében egy génnek köszönhetően korlátozottan működik. Ha ezt a gént inaktiválják, akkor az enzim hatékonyabban működik, és a hialuronsav-állomány csökkenni kezd.
E kutatások szerint a csupasz földikutya az egyetlen élőlény, amelyben olyan daganatgátló mechanizmus működik, amelynek alapja egyetlen gén. Ennek nagy szerepe lehet új rákellenes módszerek kidolgozásában.